# Бродов, Юрий Миронович
Ю́рий Миро́нович Бро́дов (15 апреля 1943, Свердловск — 9 апреля 2022, Екатеринбург) — советский и российский учёный-энергетик, специалист в области турбиностроения, доктор технических наук, профессор, с 1989 года заведующий кафедрой «Турбины и двигатели» Уральского федерального университета. Заслуженный работник высшей школы Российской Федерации, почётный профессор Уральского федерального университета. В 2011—2014 годах организатор и первый руководитель Уральского энергетического института в составе Уральского федерального университета.

## Биография
Родился 15 апреля 1943 года в Свердловске.
В 1961 году окончил Свердловский горно-металлургический техникум по специальности «Контрольно-измерительные приборы и автоматика», работал техником по контрольно-измерительным приборам и автоматике. В 1962 году поступил на вечернее отделение Уральского политехнического института, на вновь созданную кафедру турбиностроения. Учёбу в институте совмещал с работой подручным строгаля и расточника на Уральском турбомоторном заводе.
В 1967 году после окончания вуза начал работать ассистентом на той же кафедре. В 1972 году защитил кандидатскую диссертацию с присвоением учёного звания доцента (1974), а в 1988 году — докторскую диссертацию с присвоением учёного звания профессора (1989). С 1990 года заведовал той же кафедрой, переименованной в кафедру «Паровые и газовые турбины».
В 2009 году стал лауреатом всероссийского проекта «Эффективное управление кадрами». В 2011 году стал победителем конкурса Губернатора Свердловской области в области технических наук с присвоением почётного звания «Профессор года».
В 2011—2014 годах был организатором и первым руководителем Уральского энергетического института в составе Уральского федерального университета.
Скончался 9 апреля 2022 года в Екатеринбурге, похоронен на Северном кладбище Екатеринбурга.

## Научная деятельность
В сферу научных интересов Ю. М. Бродова входит разработка и совершенствование теплообменного оборудования энергетических установок, повышение надёжности и эффективности оборудования турбоустановок, а также совершенствование их конструкции и технологии производства. Результаты его исследований и разработок внедрены и используются более чем на 30 предприятиях топливно-энергетического комплекса России, в том числе на Верхне-Тагильской, Среднеуральской, Рефтинской ГРЭС, Турбомоторном заводе, а также на предприятиях Китая и Монголии.
Ю. М. Бродов является членом редколлегий научных журналов «Турбины и дизели», «Энергетика и ЖКХ», «Проблемы энергетики», автором и редактором учебника «Теплообменники энергетических установок», выдержавшего 3 издания, 23 книг, включая 7 монографий и справочников, а также 12 учебных пособий, более 600 научных статей и докладов на конференциях. Также он является автором и соавтором более 50 патентов и авторских свидетельств на изобретения.
Юрий Миронович выступил соруководителем нескольких всероссийских научных конференций по теплоэнергетике: «Совершенствование теплотехнического оборудования ТЭС», «Наука и образование XXI века», «Энергетика: экология, надёжность, безопасность», а также членом оргкомитета Российской национальной конференции по теплообмену.
Подготовил 41 кандидата и 7 докторов технических наук.

## Награды, звания и членство в организациях
- Заслуженный работник высшей школы Российской Федерации
- Почётный профессор Уральского федерального университета (2006)
- Лауреат премии Черепановых (2009)
- Действительный член Академии инженерных наук РФ, руководитель отделения энергетики
- Действительный член Международной энергетической академии
- Почётный энергетик РАО «ЕЭС России»
- Медаль ордена «За заслуги перед отечеством II степени» (2016)